# Gemeenschap van Arbeiders van Estland
De Gemeenschap van Arbeiders van  Estland (Ests: Eesti Töörahva Kommuun (ETK), Russisch: Эстляндская трудовая коммуна, ЭТК) was een kort bestaande bolsjewistische staat die bestond uit de gebieden in Estland die ze veroverd hadden op het Russische Keizerrijk tijdens de Estse Onafhankelijkheidsoorlog. Het belangrijkste doel was ervoor te zorgen dat de agressie van de Esten tegen de Russen aan te wakkeren om zo een invasie te maskeren.
De gemeenschap werd op 29 november 1918, een dag na de invasie van het Rode Leger in Narva, opgericht. De voorzitter van de Gemeenschap was Jaan Anvelt.
Het Russische offensief was aanvankelijk succesvol en de Russen kwamen tot 34 kilometer van Tallinn. Het Estse Volksleger (Rahvavägi) plaatsten op 7 januari 1919 onder leiding van commandant Johan Laidoner een tegenaanval. Met steun van Groot-Brittannië werd het Rode Leger uit Estland teruggedreven en lieten de Russen de ETK achter. Na de verdrijving uit Estland ging de regering van de ETK in ballingschap, eerst in Pskov, daarna in Loega en vanaf 17 mei 1919 in Staraja Roessa.

## Internationale erkenning
De Russische Socialistische Federatieve Sovjetrepubliek erkende de ETK op 7 december 1918 en het was de enige republiek die de nieuwe republiek erkende. De Russische Socialistische Federatieve Sovjetrepubliek was op dat moment zelf nog niet internationaal erkend. Het eerste internationale verdrag waarbij de Russische bolsjewistische regering wettig erkend werd was tijdens de Vrede van Tartu, die in 1920 een einde maakte aan de Estse Onafhankelijkheidsoorlog.

## Slachtingen
Het regime richtte een slachting aan in Rakvere en Tartu. Onder de slachtoffers was de bisschop Platon Kulbusch, priester Sergei Florinski en dominee Traugott Hahn.

## Leden van de Sovjet van de Gemeenschap van Arbeiders van Estland
- Jaan Anvelt – voorzitter en minister van Defensie
- Viktor Kingissepp – minister van Buitenlandse Zaken in de illegaliteit; zijn post werd officieel waargenomen door Johannes Käspert
- Hans Pöögelmann – minister van Economische Zaken
- Artur Vallner – minister van Cultuur en Onderwijs
- Johannes Mägi – minister van Buitenlandse Zaken, vanaf 20 december 1918 Max-Alfred Trakmann) en minister van Staatsveiligheid, later vervangen door Karl Mühlberg
- Rudolf Vakmann – minister van Sociale Zaken in de illegaliteit en zijn post werd officieel waargenomen door Otto Rästas
- Johannes Käspert – secretaris

De sovjets executeerden de meeste leden tijdens de Grote Zuivering.